# Earlville (Iowa)
Earlville – miasto w Stanach Zjednoczonych, w stanie Iowa, w hrabstwie Delaware. W 2000 liczyło 900 mieszkańców.